# فرد غروفز
فرد غروفز (بالإنجليزية: Fred Groves)‏ هو ممثل بريطاني (وحمل سابقاً جنسية المملكة المتحدة لبريطانيا العظمى وأيرلندا)، ولد في 8 أغسطس 1880 بلندن في المملكة المتحدة، وتوفي بنفس المكان في 4 يونيو 1955.

## وصلات خارجية
- فرد غروفز على موقع IMDb (الإنجليزية)
- فرد غروفز على موقع ألو سيني (الفرنسية)
- فرد غروفز على موقع أول موفي (الإنجليزية)
- فرد غروفز على موقع قاعدة بيانات برودواي على الإنترنت (الإنجليزية)
- فرد غروفز على موقع قاعدة بيانات الأفلام السويدية (السويدية)
- فرد غروفز على موقع قاعدة بيانات الفيلم (الإنجليزية)